# Bernhard Ganter

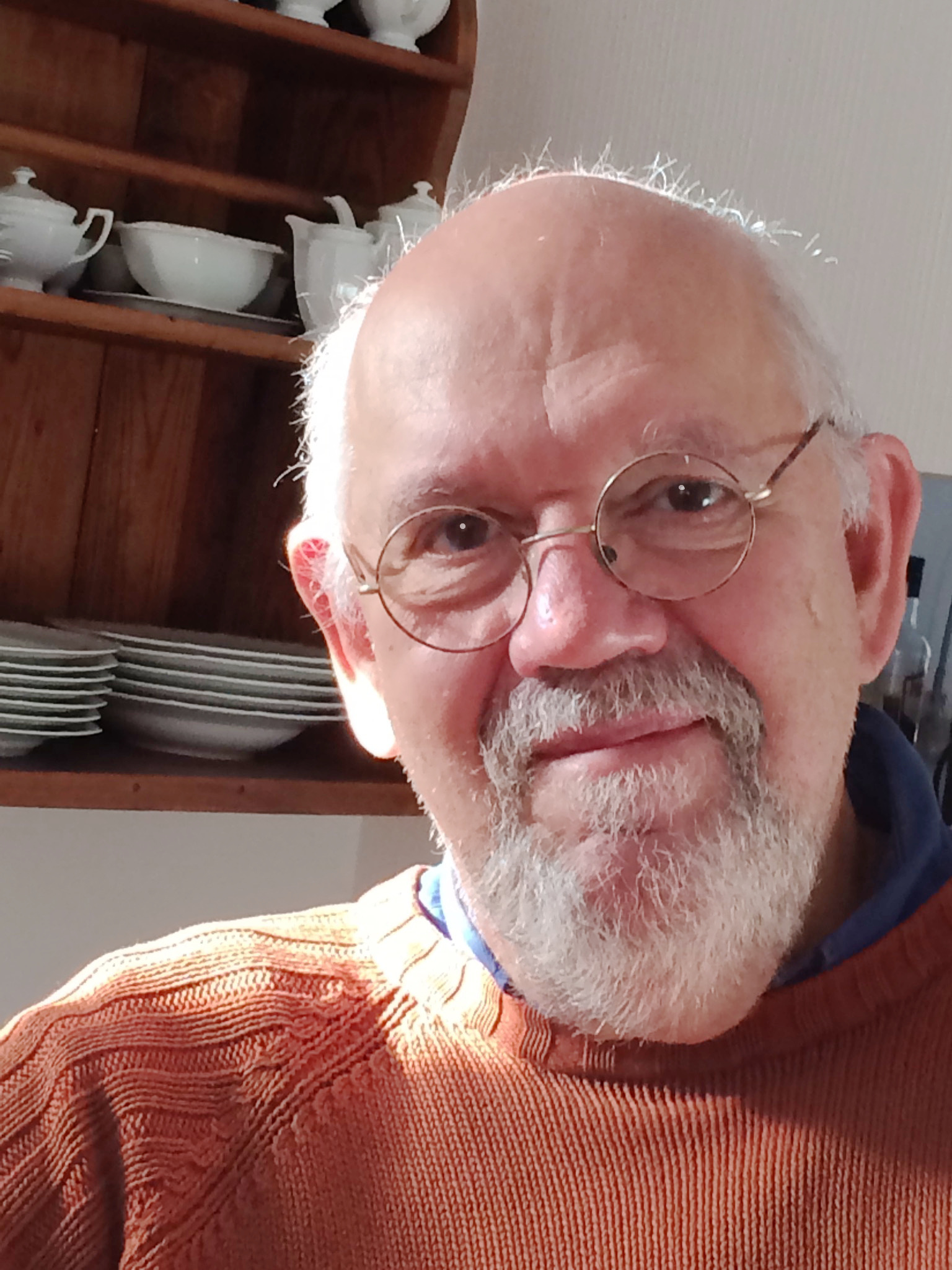
Bernhard Ganter 2017

Bernhard Ganter (* 10. Juli 1949 in Düsseldorf) ist ein deutscher Mathematiker und emeritierter Professor für algebraische Strukturtheorie am Institut für Algebra an der Technischen Universität Dresden.

## Wissenschaftliche Laufbahn
In seinen wissenschaftlichen Arbeiten befasste sich Ganter zunächst mit Allgemeiner Algebra, Ordnungstheorie, Diskreter Mathematik und mit Verbindungen zwischen diesen Gebieten.
1974 wurde Ganter mit einer Dissertation zum Thema Kugelbahnen an der TH Darmstadt (heute TU) promoviert. Sein Betreuer war der Mathematiker Rudolf Wille.
1978 wurde er an den Fachbereich Mathematik an der TU Darmstadt berufen. Dort gehörte er der Forschungsgruppe Begriffsanalyse an, die, unter Leitung von Wille, Anfang der 1980er Jahre die neue Arbeitsrichtung Formale Begriffsanalyse begründet und ausgearbeitet hat. Ganter ist Mitautor und Mitherausgeber etlicher grundlegender Veröffentlichungen zu diesem Thema; darunter das Standardwerk Formale Begriffsanalyse – Mathematische Grundlagen und Formal Concept Analysis. Foundations and Applications.
1993 wurde Ganter an das Institut für Algebra an der TU Dresden berufen. Dort entwickelte er die Theorie der Formalen Begriffsanalyse weiter, insbesondere die Methode der Merkmalexploration. Dabei entstand aus Vorlesungen ein Lehrbuch zur Ordnungstheorie: Diskrete Mathematik: Geordnete Mengen.
Er war dort federführend bei der wichtigsten internationalen Tagungsreihe zur Formalen Begriffsanalyse, der International Conference on Formal Concept Analysis (ICFCA).
2008 begründete er gemeinsam mit Volker Nollau das Erlebnisland Mathematik, eine Dauerausstellung in den Technischen Sammlungen Dresden. Zahlreiche der dort gezeigten Exponate sind von ihm konzipiert.
Von 2009 bis 2014 war er an der TU Dresden Dekan der Fakultät für Mathematik und Naturwissenschaften und Sprecher der School of Science.

## Wissenswertes
Bernhard Ganter war beteiligt an der Entwicklung des experimentellen Musikinstruments Mutabor und der Ausstellung „Symmetrie in Kunst, Natur und Wissenschaft“, die 1985 auf der Darmstädter Mathildenhöhe gezeigt wurde. An der TU Dresden gehörte er außer der Mathematik auch der Fakultät Informatik an. Er hat Erdős-Zahl 2.